# 252生存訊號
《252生存訊號》（日語：252 生存者あり），2008年12月6日在日本公映的災難電影。伊藤英明主演。

## 劇情簡介
末日強颱直襲日本！
弟弟持續敲打著這組密碼，絕對要活著回去！
哥哥接收了這組密碼，絕對要救出生存者！
前超級營救隊隊員篠原祐司（伊藤英明飾）與妻子由美（櫻井幸子（页面存档备份，存于）飾）為了幫女兒詩織（大森絢音（页面存档备份，存于） 飾）慶祝7歲的生日，由美帶詩織前往銀座跟祐司會合的途中碰上恐慌逃命的群眾推擠，不慎與失聰的詩織走散。由美著急地打電話給前往地鐵新橋站的祐司，同時大量海水湧進地鐵站，新橋站發出轟隆巨響，瞬間崩塌！
在被土石淹沒的地下月台，祐司總算找到女兒詩織，但通往地上的出口全都被堵住，不時還會有瓦礫崩落，除了祐司和詩織之外，還有另外3個人受困在這裡實習醫生重村（山田孝之飾）、在大阪經營中小企業的藤井(木村祐一（页面存档备份，存于） 飾）、在銀座工作的韓國女生金秀敏（MINJI）。
藤井的妻子懷孕，家裡還有9個小孩；秀敏想起留在韓國的母親；重村個性悲觀消極，與其他人唱反調，但是他當然也想活下去。祐司極力尋求救援，持續2下、5下、2下地敲打著柱子---這是超級營救隊所使用的「252＝尚有生還者」的密碼。祐司的哥哥靜馬（內野聖陽飾）是超級營救隊的隊長，1年前，祐司辭去隊上的工作。但他相信，持續發送這組訊號，必定會有救援前來。
在等待救援的期間，被困住的人的狀況越來越糟。秀敏的腹部受傷必須輸血、詩織被瓦礫埋沒、新的崩塌又發生…。
地面上，靜馬帶領的東京消防廳的超級營救隊（消防救助機動部隊）持續進行全力搜索。但崩塌現場滿目瘡痍，通往地下的出入口全被土石封住，推開瓦礫，卻找不到任何生還者。巨大颱風即將登陸，一旦暴風雨再度襲擊這個搖搖欲墜的鬆散地基，後果不堪設想。上級為了超級營救隊隊員的安全，決定暫時中止搜索行動。祐司的妻子由美懇求靜馬不能放棄救援，靜馬無言以對…。
此時，聲波探測機有了反應，有2．5．2敲打的聲音來自地下。2．5．2是超級營救隊的密碼，在瀰漫緊張氣氛的現場，靜馬非常振奮，他的聲音響徹就難現場，「252，還有生還者！」
颱風眼通過的時間只有18分鐘，然後就會是狂風暴雨的局面，超級營救隊能夠在這麼短的時間內，救出所有生還者嗎？

## 演員
- 篠原祐司：伊藤英明
- 篠原静馬：内野聖陽
- 重村誠：山田孝之
- 海野咲：香椎由宇
- 藤井圭介：木村祐一
- キム・スミン：MINJI
- 宮内達也：山本太郎
- 篠原由美：櫻井幸子
- 篠原しおり：大森絢音
- 青木一平：松田悟志
- 真柴哲司：杉本哲太

## 制作
- 導演：水田伸生
- 原作：小森陽一（漫画原作者）
- 脚本：小森陽一、斉藤ひろし、水田伸生
- 撮影：林淳一郎、さのてつろう
- 美術：清水剛
- VFX：小田一生
- 音楽：岩代太郎
- 製作者：堀越徹
- 行政部門製片人：奧田誠治
- 協力：東京消防廳、日本氣象廳
- 企画製作：日本電視台
- 252製作委員会：日本電視台、讀賣電視台、Vap、華納兄弟、A-team、Twins Japan、札幌電視台、宮城電視台、靜岡第一電視台、中京電視台、廣島電視台、福岡放送

## 252生存訊號episode.ZERO
電影公開前日的12月5日、日本NTV的「星期五預演」21:00-22:54播放了這部為電影制作的特別篇。收視率14.2%。
以電影故事的2年前做為舞台，描畫著以進入消防救助機動部隊作為目標，在特別救助隊進修的年輕消防員的奮鬥與挑戰的身姿。

### 演員
- 早川勇作（高輪消防署消防士、特別救助隊研修生）：市原隼人
- 西村純（渋谷消防署消防士、特別救助隊研修生）：阿部力
- 水城マナ（浅草消防署消防士、特別救助隊研修生）：上原多香子
- 長峰ゆき（高輪消防署救急救命士）：滿島光
- 榊圭吾（杉並消防署消防副士長、特別救助隊研修生）：福井博章
- 木村光太郎（大森消防署消防士、特別救助隊研修生）：蕨野友也
- 望月（特別救助隊研修生）：小柳友
- 三枝涼子（東京消防廳宣傳）：紺野真晝
- 水島光司：近藤芳正
- 澤木（高輪消防署消防士・勇作的前輩）：袴田吉彦
- 大野大介（消防救助機動部隊隊長、消防学校教官）：伊原剛志
- 氣象廳職員：山西惇
- 電影版特別出演：伊藤英明、內野聖陽、香椎由宇、山本太郎、溫水洋一

## 備注
- 「252」是東京消防廳的通話編碼，代表「需要救助的人」。生存確認和生死未確認的情況下使用。
- 週刊少年Magazine2009年2·3月號刊載了描寫主人公·筱原佑司少年時代的漫畫。

## 外部連結
- 252生存訊號 官方網站（日語）
- 252生存訊號episode.ZERO 官方網站（页面存档备份，存于）（日語）